# Nigéria az 1996. évi nyári olimpiai játékokon
Nigéria az egyesült államokbeli Atlantában megrendezett 1996. évi nyári olimpiai játékok egyik részt vevő nemzete volt. Az országot az olimpián 9 sportágban 65 sportoló képviselte, akik összesen 6 érmet szereztek.

## Érmesek
| Érem  | Versenyző | Sportág    | Versenyszám         |
| ----- | --- | ---------- | ------------------- |
| Arany | Chioma Ajunwa | Atlétika   | Női távolugrás      |
| Arany | Nemzeti válogatott Babayaro Celestine Taribo West Nwankwo Kanu Uche Okechukwu Emmanuel Amunike Tijani Babangida Wilson Oruma Teslim Fatusi Jay-Jay Okocha Victor Ikpeba Abiodun Obafemi Garba Lawal Daniel Amokachi Sunday Oliseh Mobi Oparaku Joseph Dosu | Labdarúgás | Férfi               |
| Ezüst | Bisi Afolabi | Atlétika   | Női 4 × 400 m váltó |
| Ezüst | Fatima Yusuf-Olukoju | Atlétika   | Női 4 × 400 m váltó |
| Ezüst | Charity Opara | Atlétika   | Női 4 × 400 m váltó |
| Ezüst | Falilat Ogunkoya | Atlétika   | Női 4 × 400 m váltó |
| Bronz | Mary Onyali-Omagbemi | Atlétika   | Női 200 m           |
| Bronz | Falilat Ogunkoya | Atlétika   | Női 400 m           |
| Bronz | Duncan Dokiwari | Ökölvívás  | Szupernehézsúly     |

## Asztalitenisz
Férfi
| Versenyző                  | Versenyszám | Csoportkör | Csoportkör | Nyolcaddöntő      | Negyeddöntő       | Elődöntő          | Döntő             | Helyezés |
| Versenyző                  | Versenyszám | Ellenfél Eredmény | Hely.      | Ellenfél Eredmény | Ellenfél Eredmény | Ellenfél Eredmény | Ellenfél Eredmény | Helyezés |
| -------------------------- | ----------- | --- | ---------- | ----------------- | ----------------- | ----------------- | ----------------- | -------- |
| Segun Toriola              | Egyes       | P csoport · Kalínikosz Kreánga (GRE) · 0:2 · Patrick Chila (FRA) · 0:2 · Csetan Babúr (IND) · 2:1                                                                                     | 3.         | kiesett           | kiesett           | kiesett           | kiesett           | 33.      |
| Sule Olaleye               | Egyes       | M csoport · Johnny Huang (CAN) · 0:2 · Xinhua Chen (GBR) · 1:2 · David Zhuang (USA) · 0:2                                                                                             | 4.         | kiesett           | kiesett           | kiesett           | kiesett           | 49.      |
| Segun Toriola Sule Olaleye | Páros       | H csoport · Jugoszlávia (SCG) · Ilija Lupulesku · Slobodan Grujić · 0:2 · Japán (JPN) · Sibutani Hirosi · Macusita Kódzsi · 0:2 · Csehország (CZE) · Josef Plachý · Petr Korbel · 2:0 | 3.         |                   | kiesett           | kiesett           | kiesett           | 17.      |

Női
| Versenyző                  | Versenyszám | Csoportkör | Csoportkör | Nyolcaddöntő      | Negyeddöntő       | Elődöntő          | Döntő             | Helyezés |
| Versenyző                  | Versenyszám | Ellenfél Eredmény | Hely.      | Ellenfél Eredmény | Ellenfél Eredmény | Ellenfél Eredmény | Ellenfél Eredmény | Helyezés |
| -------------------------- | ----------- | --- | ---------- | ----------------- | ----------------- | ----------------- | ----------------- | -------- |
| Bose Kaffo                 | Egyes       | P csoport · Dai-Yong Tu (SUI) · 0:2 · Lyanne Kosaka (BRA) · 0:2 · Emilia Elena Ciosu (ROU) · 1:2                                                                                        | 4.         | kiesett           | kiesett           | kiesett           | kiesett           | 49.      |
| Funke Oshonaike            | Egyes       | I csoport · Kim Hjonhi (PRK) · 0:2 · Jie Schöpp (GER) · 0:2 · Jelena Tyimina (RUS) · 0:2                                                                                                | 4.         | kiesett           | kiesett           | kiesett           | kiesett           | 49.      |
| Bose Kaffo Funke Oshonaike | Páros       | F csoport · Oroszország (RUS) · Irina Palina · Jelena Tyimina · 0:2 · Egyesült Államok (USA) · Lily Hugh-Yip · Wei Wang · 1:2 · Hollandia (NED) · Bettine Vriesekoop · Emily Noor · 0:2 | 4.         |                   | kiesett           | kiesett           | kiesett           | 25.      |

## Atlétika
Férfi
| Versenyző                                                | Versenyszám     | Előfutam | Előfutam | Előfutam | Negyeddöntő   | Negyeddöntő   | Negyeddöntő   | Elődöntő | Elődöntő | Elődöntő | Döntő   | Döntő    |
| Versenyző                                                | Versenyszám     | Idő      | Hely.    | Össz.    | Idő           | Hely.         | Össz.         | Idő      | Hely.    | Össz.    | Idő     | Helyezés |
| -------------------------------------------------------- | --------------- | -------- | -------- | -------- | ------------- | ------------- | ------------- | -------- | -------- | -------- | ------- | -------- |
| Davidson Ezinwa                                          | 100 m           | 10,03    | 1.       | 1.       | 10,08         | 2.            | 6.            | 10,04    | 4.       | 5.*      | 10,14   | 6.       |
| Deji Aliu                                                | 100 m           | 10,34    | 1.       | 27.****  | 10,26         | 4.            | 19.*          | kiesett  | kiesett  | kiesett  | kiesett | kiesett  |
| Olapade Adeniken                                         | 100 m           | 10,41    | 3.       | 43.*     | 10,38         | 6.            | 31.***        | kiesett  | kiesett  | kiesett  | kiesett | kiesett  |
| Francis Obikwelu                                         | 200 m           | 20,62    | 1.       | 17.      | 20,49         | 2.            | 10.*          | 20,56    | 5.       | 12.      | kiesett | kiesett  |
| Seun Ogunkoya                                            | 200 m           | 20,78    | 2.       | 29.****  | 21,00         | 6.            | 33.           | kiesett  | kiesett  | kiesett  | kiesett | kiesett  |
| Sunday Bada                                              | 400 m           | 45,19    | 1.       | 3.       | 44,88         | 1.            | 6.            | 45,30    | 5.       | 10.      | kiesett | kiesett  |
| Clement Chukwu                                           | 400 m           | 45,18    | 1.       | 2.       | 45,24         | 5.            | 13.           | kiesett  | kiesett  | kiesett  | kiesett | kiesett  |
| Jude Monye                                               | 400 m           | 46,10    | 4.       | 30.      | nem ért célba | nem ért célba | nem ért célba | kiesett  | kiesett  | kiesett  | kiesett | kiesett  |
| William Erese                                            | 110 m gát       | 13,98    | 5.       | 45.      | kiesett       | kiesett       | kiesett       | kiesett  | kiesett  | kiesett  | kiesett | kiesett  |
| Moses Oyiki                                              | 110 m gát       | 14,04    | 6.       | 48.      | kiesett       | kiesett       | kiesett       | kiesett  | kiesett  | kiesett  | kiesett | kiesett  |
| Steve Adegbite                                           | 110 m gát       | 14,06    | 7.       | 49.      | kiesett       | kiesett       | kiesett       | kiesett  | kiesett  | kiesett  | kiesett | kiesett  |
| Kehinde Aladefa                                          | 400 m gát       | 49,60    | 5.       | 23.      |               |               |               | kiesett  | kiesett  | kiesett  | kiesett | kiesett  |
| Deji Aliu Osmond Ezinwa Francis Obikwelu Davidson Ezinwa | 4 × 400 m váltó | 39,47    | 3T .     | 15.*     |               |               |               | DNF      | AC.      | 12.*     | kiesett | kiesett  |
| Udeme Ekpenyong Clement Chukwu Ayuba Machem Sunday Bada  | 4 × 400 m váltó | 3:02,73  | 3.       | 7.       |               |               |               | DQ       | AC.      | 16.      | kiesett | kiesett  |

| Versenyző          | Versenyszám   | Selejtező | Selejtező | Döntő    | Döntő    |
| Versenyző          | Versenyszám   | Eredmény  | Helyezés  | Eredmény | Helyezés |
| ------------------ | ------------- | --------- | --------- | -------- | -------- |
| Festus Igbinoghene | Hármasugrás   | 15,95 m   | 35.       | kiesett  | kiesett  |
| Chima Ugwu         | Súlylökés     | 18,39 m   | 25.       | kiesett  | kiesett  |
| Adewale Olukoju    | Diszkoszvetés | 60,98 m   | 17.       | kiesett  | kiesett  |
| Pius Bazighe       | Gerelyhajítás | 70,78 m   | 32.       | kiesett  | kiesett  |

Női
| Versenyző                                                                     | Versenyszám     | Előfutam | Előfutam | Előfutam | Negyeddöntő | Negyeddöntő | Negyeddöntő | Elődöntő | Elődöntő | Elődöntő | Döntő   | Döntő    |
| Versenyző                                                                     | Versenyszám     | Idő      | Hely.    | Össz.    | Idő         | Hely.       | Össz.       | Idő      | Hely.    | Össz.    | Idő     | Helyezés |
| ----------------------------------------------------------------------------- | --------------- | -------- | -------- | -------- | ----------- | ----------- | ----------- | -------- | -------- | -------- | ------- | -------- |
| Chioma Ajunwa                                                                 | 100 m           | 11,25    | 2.       | 12.      | 11,24       | 3.          | 12.         | 11,14    | 5.       | 9.**     | kiesett | kiesett  |
| Mary Tombiri-Shirey                                                           | 100 m           | 11,50    | 4.       | 30.      | 11,56       | 8.          | 27.         | kiesett  | kiesett  | kiesett  | kiesett | kiesett  |
| Mary Onyali-Omagbemi                                                          | 100 m           | 11,17    | 2.       | 7.       | 11,08       | 2.          | 4.          | 11,04    | 2.       | 5.       | 11,13   | 7.       |
| Mary Onyali-Omagbemi                                                          | 200 m           | 22,42    | 2.       | 2.       | 22,37       | 2.          | 2.          | 22,16    | 2.       | 3.       | 22,38   |          |
| Calister Ubah                                                                 | 200 m           | 23,34    | 6.       | 27.*     | 23,62       | 7.          | 29.         | kiesett  | kiesett  | kiesett  | kiesett | kiesett  |
| Falilat Ogunkoya                                                              | 400 m           | 52,65    | 2.       | 30.      | 50,65       | 1.          | 3.          | 49,57    | 2.       | 2.       | 49,10   |          |
| Fatima Yusuf-Olukoju                                                          | 400 m           | 52,25    | 3.       | 21.      | 51,27       | 2.          | 12.         | 50,36    | 2.       | 6.       | 49,77   | 6.       |
| Bisi Afolabi                                                                  | 400 m           | 51,80    | 1.       | 11.      | 51,07       | 4.          | 7.          | 51,40    | 8.       | 13.      | kiesett | kiesett  |
| Angela Atede                                                                  | 100 m gát       | 12,88    | 2.       | 10.      | 12,85       | 5.          | 12.         | kiesett  | kiesett  | kiesett  | kiesett | kiesett  |
| Taiwo Aladefa                                                                 | 100 m gát       | 13,06    | 3.       | 21.*     | 13,11       | 6.          | 26.         | kiesett  | kiesett  | kiesett  | kiesett | kiesett  |
| Ime Akpan                                                                     | 100 m gát       | 13,11    | 4.       | 24.      | 13,02       | 7.          | 21.         | kiesett  | kiesett  | kiesett  | kiesett | kiesett  |
| Lade Akinremi                                                                 | 400 m gát       | 56,83    | 8.       | 23.      |             |             |             |          |          |          | kiesett | kiesett  |
| Chioma Ajunwa Mary Tombiri-Shirey Christy Opara-Thompson Mary Onyali-Omagbemi | 4 × 100 m váltó | 43,54    | 2.       | 6.       |             |             |             |          |          |          | 42,56   | 5.       |
| Bisi Afolabi Fatima Yusuf-Olukoju Charity Opara Falilat Ogunkoya              | 4 × 400 m váltó | 3:23,24  | 2.       | 2.       |             |             |             |          |          |          | 3:21,04 |          |

| Versenyző     | Versenyszám | Selejtező | Selejtező | Döntő    | Döntő    |
| Versenyző     | Versenyszám | Eredmény  | Helyezés  | Eredmény | Helyezés |
| ------------- | ----------- | --------- | --------- | -------- | -------- |
| Chioma Ajunwa | Távolugrás  | 681 cm    | 2.        | 712 cm   |          |

* - egy másik versenyzővel azonos eredményt ért el

** - két másik versenyzővel azonos eredményt ért el

*** - három másik versenyzővel azonos eredményt ért el

**** - négy másik versenyzővel azonos eredményt ért el

## Birkózás
Kötöttfogású
| Versenyző        | Versenyszám | 32-es főtábla            | Nyolcaddöntő      | Negyeddöntő       | Elődöntő          | Vigaszág 2. kör                 | Vigaszág 3. kör   | Vigaszág 4. kör   | Vigaszág 5. kör   | Vigaszág 6. kör   | Bronz- mérkőzés   | Döntő             | Helyezés |
| Versenyző        | Versenyszám | Ellenfél Eredmény        | Ellenfél Eredmény | Ellenfél Eredmény | Ellenfél Eredmény | Ellenfél Eredmény               | Ellenfél Eredmény | Ellenfél Eredmény | Ellenfél Eredmény | Ellenfél Eredmény | Ellenfél Eredmény | Ellenfél Eredmény | Helyezés |
| ---------------- | ----------- | ------------------------ | ----------------- | ----------------- | ----------------- | ------------------------------- | ----------------- | ----------------- | ----------------- | ----------------- | ----------------- | ----------------- | -------- |
| Tiebiri Godswill | 52 kg       | Jordan Anev (BUL) · 0–11 |                   |                   |                   | Ruslanas Vartanovas (LTU) · 0–4 | kiesett           | kiesett           | kiesett           | kiesett           | kiesett           |                   | 17.      |

Szabadfogású
| Versenyző    | Versenyszám | 32-es főtábla                     | Nyolcaddöntő      | Negyeddöntő       | Elődöntő          | Vigaszág 2. kör              | Vigaszág 3. kör                             | Vigaszág 4. kör                 | Vigaszág 5. kör                   | Vigaszág 6. kör           | Bronz- mérkőzés                                 | Döntő             | Helyezés |
| Versenyző    | Versenyszám | Ellenfél Eredmény                 | Ellenfél Eredmény | Ellenfél Eredmény | Ellenfél Eredmény | Ellenfél Eredmény            | Ellenfél Eredmény                           | Ellenfél Eredmény               | Ellenfél Eredmény                 | Ellenfél Eredmény         | Ellenfél Eredmény                               | Ellenfél Eredmény | Helyezés |
| ------------ | ----------- | --------------------------------- | ----------------- | ----------------- | ----------------- | ---------------------------- | ------------------------------------------- | ------------------------------- | --------------------------------- | ------------------------- | ----------------------------------------------- | ----------------- | -------- |
| Isaac Jacob  | 48 kg       | Alexis Vila (CUB) · 0–4           |                   |                   |                   | Mynor Ramírez (GUA) · 3–0    | Vlagyimir Torgovkin (KGZ) · mérkőzés nélkül | Gheorghe Corduneanu (ROU) · 6–7 | kiesett                           | kiesett                   | kiesett                                         |                   | 9.       |
| Ibo Oziti    | 68 kg       | Zaza Zazirov (UKR) · 0–10         |                   |                   |                   | Akbar Fallah (IRI) · 0–1     | kiesett                                     | kiesett                         | kiesett                           | kiesett                   | kiesett                                         |                   | 18.      |
| Victor Kodei | 90 kg       | Rasoul Khadem Azgadhi (IRI) · 1–6 |                   |                   |                   | José Betancourt (PUR) · 10–0 | Scott Bianco (CAN) · 7–0                    | Bacsa Péter (HUN) · 7–4         | Kim Ikhi (Kim Ik-Hui) (KOR) · 7–0 | Jozef Lohyňa (SVK) · 0–10 | Az 5. helyért · Dzsambolat Tedejev (UKR) · 0–12 |                   | 6.       |

## Cselgáncs
Férfi
| Versenyző    | Versenyszám | Selejtező         | 32-es főtábla          | Nyolcaddöntő      | Negyeddöntő       | Elődöntő          | Vigaszág első kör | Vigaszág negyeddöntő | Vigaszág elődöntő | Bronz- mérkőzés   | Döntő             | Helyezés |
| Versenyző    | Versenyszám | Ellenfél Eredmény | Ellenfél Eredmény      | Ellenfél Eredmény | Ellenfél Eredmény | Ellenfél Eredmény | Ellenfél Eredmény | Ellenfél Eredmény    | Ellenfél Eredmény | Ellenfél Eredmény | Ellenfél Eredmény | Helyezés |
| ------------ | ----------- | ----------------- | ---------------------- | ----------------- | ----------------- | ----------------- | ----------------- | -------------------- | ----------------- | ----------------- | ----------------- | -------- |
| Suleman Musa | Váltósúly   | erőnyerő          | Lyes Cherifi (ALG) · V | kiesett           | kiesett           | kiesett           |                   |                      |                   |                   |                   | 21.      |

## Labdarúgás

### Férfi
| Nigériai férfi labdarúgócsapat-játékoskeret                                                                                             | Nigériai férfi labdarúgócsapat-játékoskeret                                                                                     |
| --- | --- |
| - Celestine Babayaro - Taribo West - Nwankwo Kanu - Uche Okechukwu - Emmanuel Amunike - Tijani Babangida - Wilson Oruma - Teslim Fatusi | - Jay-Jay Okocha - Victor Ikpeba - Abiodun Obafemi - Garba Lawal - Daniel Amokachi - Sunday Oliseh - Mobi Oparaku - Joseph Dosu |

#### Eredmények
Csoportkör
D csoport
| Csapat             | M | Gy | D | V | Rg | Kg | Gk | P |
| ------------------ | - | -- | - | - | -- | -- | -- | - |
| Brazília (BRA)     | 3 | 2  | 0 | 1 | 4  | 2  | +2 | 6 |
| Nigéria (NGR)      | 3 | 2  | 0 | 1 | 3  | 1  | +2 | 6 |
| Japán (JPN)        | 3 | 2  | 0 | 1 | 4  | 4  | 0  | 6 |
| Magyarország (HUN) | 3 | 0  | 0 | 3 | 3  | 7  | –4 | 0 |

| 1996. július 21. 18:30 |

| Nigéria (NGR) | 1–0               | Magyarország (HUN) |
| ------------- | ----------------- | ------------------ |
| Kanu 44'      | (0–0) Jegyzőkönyv |                    |

| Citrus Bowl, Orlando Nézőszám: 25 303 Játékvezető: Phirom Anpraszöt (thaiföldi) |

| 1996. július 23. 20:30 |

| Nigéria (NGR)                       | 2–0               | Japán (JPN) |
| ----------------------------------- | ----------------- | ----------- |
| Babangida 82' Okocha 90' (11-esből) | (0–0) Jegyzőkönyv |             |

| Citrus Bowl, Orlando Nézőszám: 22 734 Játékvezető: Pierluigi Collina (olasz) |

| 1996. július 25. 21:00 |

| Brazília (BRA) | 1–0               | Nigéria (NGR) |
| -------------- | ----------------- | ------------- |
| Ronaldo 30'    | (1–0) Jegyzőkönyv |               |

| Orange Bowl, Miami Nézőszám: 55 650 Játékvezető: Esfandiar Baharmast (amerikai) |

Negyeddöntő
| 1996. július 28. 16:00 |

| Mexikó (MEX) | 0–2               | Nigéria (NGR)           |
| ------------ | ----------------- | ----------------------- |
|              | (0–1) Jegyzőkönyv | Okocha 20' Babayaro 84' |

| Legion Field, Birmingham Nézőszám: 44 788 Játékvezető: Omer Saleh Al Mehannah (Szaúd-arábiai) |

Elődöntő
| 1996. július 31. 18:00 |

| Nigéria (NGR)                                       | 4–3 (h. u.)            | Brazília (BRA)                     |
| --------------------------------------------------- | ---------------------- | ---------------------------------- |
| Roberto Carlos 20' (öngól) Ikpeba 78' Kanu 90', 94' | (1–3, 3–3) Jegyzőkönyv | Flavio Conceição 1' 38' Bebeto 28' |

| Sanford Stadium, Athens Nézőszám: 78 587 Játékvezető: José García Aranda (spanyol) |

Döntő
| 1996. augusztus 3. 15:45 |

| Nigéria (NGR)                         | 3–2               | Argentína (ARG)                   |
| ------------------------------------- | ----------------- | --------------------------------- |
| Babayaro 28' Amokachi 74' Amunike 90' | (1–1) Jegyzőkönyv | C. López 3' Crespo 50' (11-esből) |

| Sanford Stadium, Athens Nézőszám: 86 117 Játékvezető: Pierluigi Collina (olasz) |

| Csapat        | Helyezés |
| ------------- | -------- |
| Nigéria (NGR) |          |

## Ökölvívás
| Versenyző        | Versenyszám     | Selejtező                         | Nyolcaddöntő              | Negyeddöntő                 | Elődöntő                   | Döntő             | Helyezés |
| Versenyző        | Versenyszám     | Ellenfél Eredmény                 | Ellenfél Eredmény         | Ellenfél Eredmény           | Ellenfél Eredmény          | Ellenfél Eredmény | Helyezés |
| ---------------- | --------------- | --------------------------------- | ------------------------- | --------------------------- | -------------------------- | ----------------- | -------- |
| Kehinde Aweda    | Harmatsúly      | Hursed Haszanov (TJK) · 10–20     | kiesett                   | kiesett                     | kiesett                    | kiesett           | 17.      |
| Daniel Attah     | Pehelysúly      | Lynch Ipera (PNG) · 14–2          | Nagy János (HUN) · 12–14  | kiesett                     | kiesett                    | kiesett           | 9.       |
| Albert Eromosele | Nagyváltósúly   | Szerhij Horodnyicsov (UKR) · 4–18 | kiesett                   | kiesett                     | kiesett                    | kiesett           | 17.      |
| Duncan Dokiwari  | Szupernehézsúly | Mohamed Reza Samadi (IRI) · RSC   | Safarish Khan (PAK) · RSC | Ədalət Məmmədov (AZE) · RSC | Paea Wolfgramm (TGA) · 6–7 | kiesett           |          |

## Súlyemelés
| Versenyző      | Versenyszám | Szakítás | Szakítás | Lökés    | Lökés    | Összesen | Helyezés |
| Versenyző      | Versenyszám | Eredmény | Helyezés | Eredmény | Helyezés | Összesen | Helyezés |
| -------------- | ----------- | -------- | -------- | -------- | -------- | -------- | -------- |
| Mojisola Oluwa | 70 kg       | 140,0    | 18.      | 170,0    | 17.*     | 310,0    | 18.      |

* - másik versenyzővel azonos eredményt ért el

## Tenisz
Férfi
| Versenyző   | Versenyszám | 64-es főtábla                      | 32-es főtábla     | Nyolcaddöntő      | Negyeddöntő       | Elődöntő          | Bronz- mérkőzés   | Döntő             | Helyezés |
| Versenyző   | Versenyszám | Ellenfél Eredmény                  | Ellenfél Eredmény | Ellenfél Eredmény | Ellenfél Eredmény | Ellenfél Eredmény | Ellenfél Eredmény | Ellenfél Eredmény | Helyezés |
| ----------- | ----------- | ---------------------------------- | ----------------- | ----------------- | ----------------- | ----------------- | ----------------- | ----------------- | -------- |
| Sule Ladipo | Egyes       | Jason Stoltenberg (AUS) · 6–7, 3–6 | kiesett           | kiesett           | kiesett           | kiesett           | kiesett           | kiesett           | 33.      |

## Tollaslabda
| Versenyző                           | Versenyszám  | Selejtező                                 | 32-es főtábla                                               | Nyolcaddöntő      | Negyeddöntő       | Elődöntő          | Döntő             | Helyezés |
| Versenyző                           | Versenyszám  | Ellenfél Eredmény                         | Ellenfél Eredmény                                           | Ellenfél Eredmény | Ellenfél Eredmény | Ellenfél Eredmény | Ellenfél Eredmény | Helyezés |
| ----------------------------------- | ------------ | ----------------------------------------- | ----------------------------------------------------------- | ----------------- | ----------------- | ----------------- | ----------------- | -------- |
| Kayode Akinsanya                    | Férfi egyes  | Thomas Stuer-Lauridsen (DEN) · 2–15, 2–15 | kiesett                                                     | kiesett           | kiesett           | kiesett           | kiesett           | 33.      |
| Obigeli Olorunsola                  | Női egyes    | erőnyerő                                  | Pang Szuhjon (Bang Su-hyeon) (KOR) · 0–11, 0–11             | kiesett           | kiesett           | kiesett           | kiesett           | 17.      |
| Obigeli Olorunsola Kayode Akinsanya | Vegyes páros |                                           | Dánia (DEN) · Lotte Olsen · Christian Jakobsen · 1–15, 2–15 | kiesett           | kiesett           | kiesett           | kiesett           | 17.      |